# Satyrium redae
Satyrium redae Bozano, 1993 è un lepidottero appartenente alla famiglia Lycaenidae.